# 消防車 (陸上自衛隊駐屯地用)
消防車（しょうぼうしゃ）は、陸上自衛隊の装備。駐屯地業務隊が運用する。駐屯地に配備される大型消防車のほか、補給処、燃料支処には化学消防車が配備される。

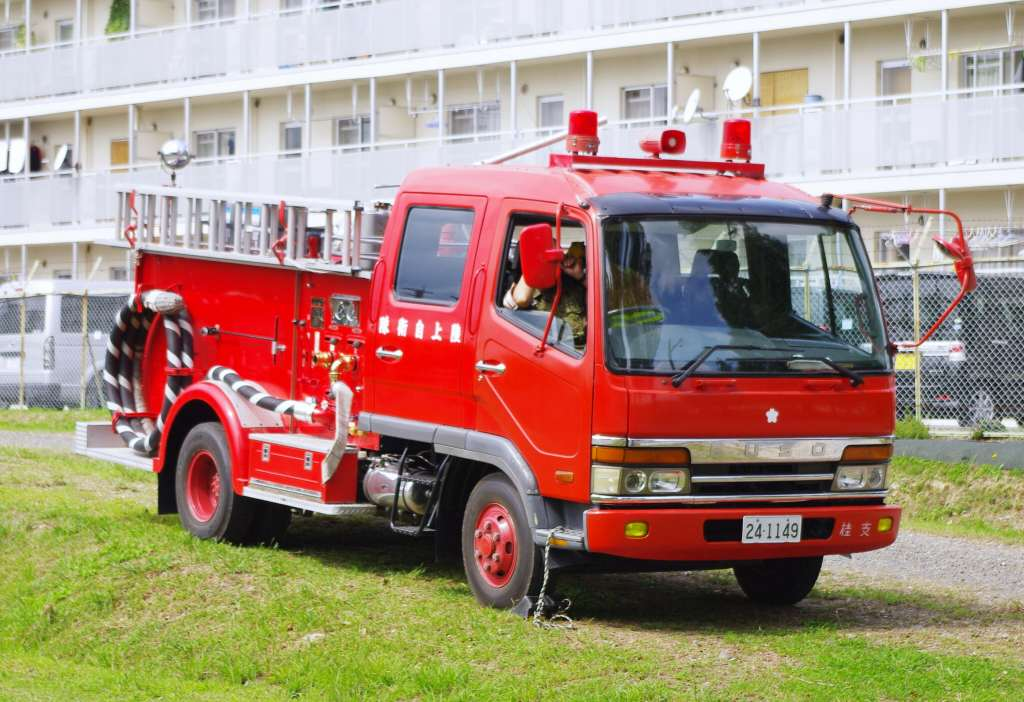
ヘリコプター発着に備えて待機する消防車

## 諸元
一般の水槽付消防車とほぼ同じ。自治体消防に配備される消防車のCD-Ⅱ型と呼ばれる4t車ベースの車体がほとんどである。ただし自治体消防のものは長期の活動から救助等まであらゆる状況に対応できるよう装備を満載しているのに対し、自衛隊の消防車は消火のための必要最小限の装備にとどまる。またヘリコプター火災の想定をしているため、上部に放水銃を装備している。

## 運用

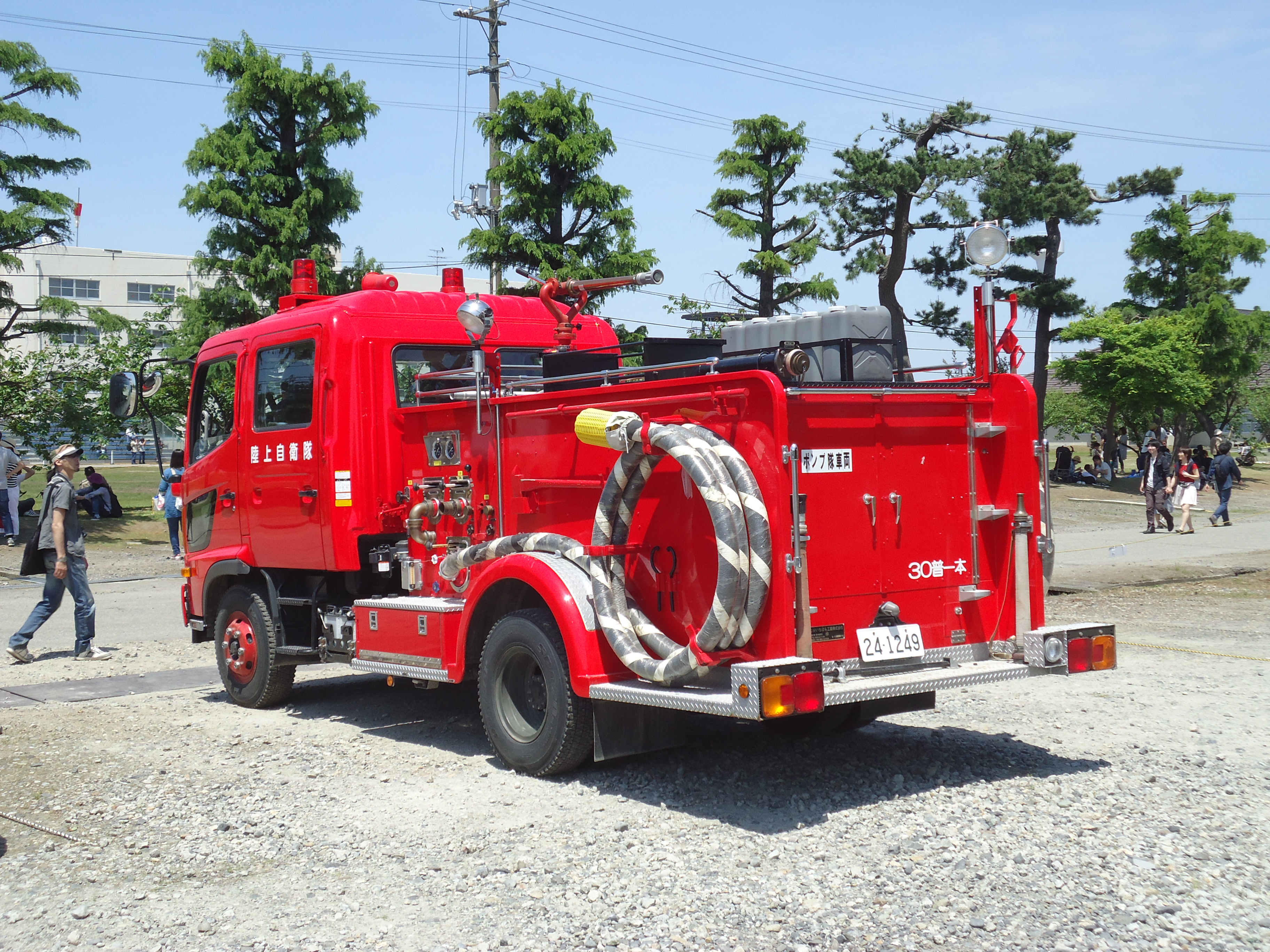
後方からの近影

ナンバープレートが自衛隊用の6桁になっており、車体側面に書かれる「消防本部」などの表示が「陸上自衛隊」となっている。建造物火災の消火作業のほか、ヘリコプター発着の際には墜落事故発生時の初期消火、本格的な消火活動開始までの繋ぎを目的として必ず待機するよう規定されており、ヘリコプターの起こす風による砂ぼこりを防止する散水車としても利用される。
備え付けのホースもあり、タンク内の水量が無くなってきた場合、車両側面に付いている吸管（きゅうかん）という大きな黒い管で、近くの井戸や河川からの給水が可能。
駐屯地近隣で火災が発生した場合、要請があれば近傍派遣として出動できる。

## 製作

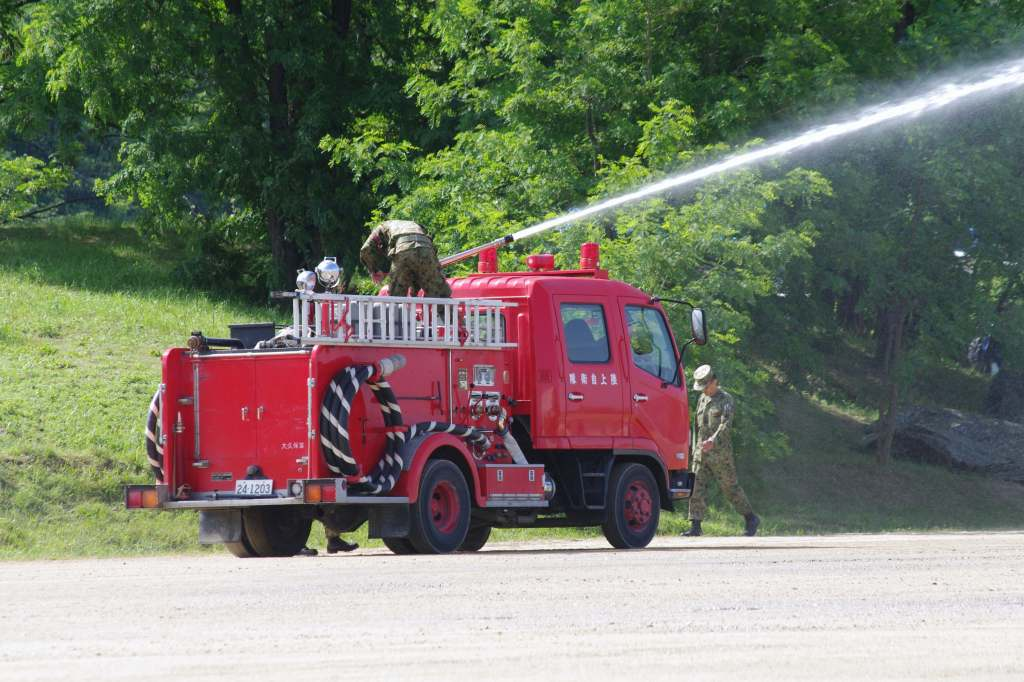
散水中の様子

- いすゞ自動車散水中の様子
- 三菱自動車工業
- ダイハツ工業など
- ポンプ装置：GMいちはら工業